# 楊佳琪
楊佳琪（英語：Angelina Dean，2000年7月2日—），為加拿大YouTuber，父親是英國人，母親是加拿大華人。於2019年參選溫哥華華裔小姐競選，晉身最後五強，惟最終三甲不入，她是香港男歌星姜濤的表妹。

## 外部連結
- 2019年溫哥華華裔小姐候選佳麗個人資料 （页面存档备份，存于）
- 楊佳琪的Instagram帳戶
- 楊佳琪的X（前Twitter）
- 楊佳琪Youtube頻道 （页面存档备份，存于）